# LGBT+60
LGBT+60: Corpos que Resistem é uma websérie brasileira produzida por Yuri Alves Fernandes. A série estreiou em 2018.
A série ganhou nas categorias Melhor Roteiro e Melhor Direção do Rio Webfest de 2023. Seu produtor ganhou o prêmio de videojornalismo independente de 2025 do International Center for Journalists pela série.